# کریس هریس (روزنامه‌نگار)
کریس هریس (به انگلیسی: Chris Harris) (زاده ۲۰ ژانویه ۱۹۷۵) روزنامه‌نگار، راننده مسابقه خودرو، مجری تلویزیونی انگلیسی است. هریس به‌عنوان منتقد، نویسنده و سردبیر برای بسیاری از مجلات خودرو، از جمله اوو، اتوکار و جالوپنیک کار کرده است. او مجموعه‌های تلویزیونی و یوتیوب متعددی را از طریق ان‌بی‌سی‌اس‌ان و درایو ارائه کرده است.
از سال ۲۰۱۷، هریس یکی از سه مجری اصلی تخت‌گاز بوده است، او در این برنامه به همراه چهره‌هایی مانند مت له بلانک، روری رید، فردی فلینتوف و پدی مک‌گینس به اجرای برنامه پرداخته است. او پیش‌تر در سری بیست و سوم در سال ۲۰۱۶ نیز در این برنامه ظاهر شده بود.
او کانال یوتیوب خود به نام «کریس هریس پشت فرمان» (Chris Harris on Cars) را دارد که در آن همراه با نیل کری محتواهای تولیدی و نقدهای خود درباره خودروها را منتشر می‌کند. در ۲۸ ژوئن ۲۰۱۶، مجموعه اینترنتی کریس هریس پشت فرمان از یوتیوب به وب‌سایت رسمی تخت‌گاز منتقل شد و در ژوئیهٔ ۲۰۱۶، این برنامه در شبکه تلویزیونی بی‌بی‌سی آمریکا نیز شروع به پخش کرد.